# Institución Educativa Emblemática Santa Isabel
La Institución Educativa Pública Emblemática y Centenaria "Santa Isabel" es una institución educativa pública creada en 1850 en la ciudad de Huancayo, Perú. Es una de los colegios denominados emblemáticos por el gobierno del Perú. Asimismo, es considerada como la principal institución educativa pública de la ciudad de Huancayo y del departamento de Junín.

## Historia
El filósofo español Sebastián Lorente, afincado en el Perú desde 1842, se mudó al departamento de Junín en 1849 y en 1851 fundó el Colegio de Santa Isabel en la ciudad de Huancayo con la intención de tener un centro de proyección de la misma inquietud renovadora del Colegio Guadalupe que había estado bajo su dirección.  La apertura del colegio particular de Lorente tenía por objeto dar instrucción en todos los grados a los jóvenes de este departamento y de todas las provincias aledañas, como a los hijos de la costa que por salud tenían la necesidad de trasladarse a la sierra. En 1851, Huancayo era un distrito de la provincia de Jauja y no pasaba de ocho mil habitantes. El colegio se instaló en un terreno ubicado en la esquina de los jirones Amazonas y Cuzco que fue propiedad de Pedro Antonio Gonzales y su esposa doña Mercedes Torres, de un área de 5808 metros cuadrados. Fue comprado por cuatro mil setecientos cincuenta y tres pesos, según propios informes de Lorente. Los títulos de esta compra, así como los de la venta del colegio particular al Estado, y el Acta de fundación se perdieron durante la ocupación chilena de 1882.
El 23 de noviembre de 1852, el gobierno del Perú emitió un decreto mediante el cual se declaró como Nacional al colegio tras petición del rector de la Universidad de San Marcos. Dicho decreto ya reconocía la importancia del colegio en la localidad. Este decreto fue confirmado por Ley del Congreso de la República del 13 de diciembre de 1853 promulgada por el presidente José Rufino Echenique. 
El personal con el que empezó a funcionar en 1852, fue el siguiente:
- Rector y profesor de lectura, Historia Natural, terapéutica, Literatura y Economía Política. – Dr. Sebastián Lorente; profesor de Derecho y francés.
- José Barreto; profesor de química y matemática, Don. Pedro Saavedra; profesor de filosofía, Historia e inglés.
- Ignacio Cot; profesor de latín, Gramática Castellana y caligrafía.
- Miguel Nájera, profesor de Geografía, Aritmética Comercial y Teneduría de Libros.
- Claudio Urbina, Capellán y profesor de Religión.
- Manuel Jiménez, profesor de Urbanidad.
- Además, tres inspectores, un ecónomo, un mayordomo y diez sirvientes.

El colegio tuvo gran acogida que animó a su fundador a cambiarle el nombre por el de Colegio de Ciencias de Huancayo, y cuando obtuvo el carácter de Nacional, mayor fue su entusiasmo para ponerle otro nombre más significativo; le puso, entonces Santa Isabel, “nombre que le era grato por ser de su madre e hija mayor”. 
De acuerdo a un reglamento que se puso en vigencia en 1855, se organizó la Dirección General de Estudios bajo las órdenes del Ministerio de Instrucción Pública, dividida en Juntas Departamentales, Provinciales y Parroquiales. Mientras en la Costa se conocían mejores informes, en la sierra reinaba la incertidumbre. En “Santa Isabel”, sin el concurso de los maestros que secundaron a Lorente, el colegio estuvo a punto de ser clausurado. Los profesores permanecían sin pago. En tres años se cambiaron cinco veces de director, pero a partir de 1857 un espíritu desinteresado y noble como el del doctor Antonio Torres de nuevo le dio vida al colegio.
A Lorente le sustituyó el doctor Castro de la Granda, quién permaneció como rector hasta 1855. Al año siguiente el doctor Eusebio de Bedoya terminó de elaborar el primer reglamento interno del Colegio Nacional “Santa Isabel”, poniéndose en vigencia por decreto supremo el 23 de diciembre de 1856. Dos años después este pedagogo argentino, fundó en Tarma el Colegio “El Orden”. La invasión Chilena en 1882 dio a los isabelinos la oportunidad de defender a la patria. Muchos de ellos intervinieron en la guerra. El local fue convertido en cuartel. Los libros de la biblioteca del colegio sirvieron de fogata para calentar los pies de los chilenos. No respetaron los centros de educación. Las aulas quedaron destruidas, desaparecieron útiles, puertas, ventanas, hasta umbrales, archivos, imprenta, nada se salvó de la rapiña.
Por muchos años el Colegio Nacional “Santa Isabel” fue el único de su categoría y el más importante centro de estudios en la región central del país. Al cumplir su primer centenario, en 1952 dejó la vieja casona de la esquina de los jirones Amazonas y Cuzco (la misma que sería ocupada por el Colegio María Inmaculada), inaugurando su local de arquitectura moderna en el barrio de Pichcus dentro del proceso de construcción de las Grandes Unidades Escolares impulsada por el presidente Manuel Odría.